# Pecadores nas Mãos de um Deus Irado
Pecadores nas Mãos de um Deus Irado foi um sermão pregado por Jonathan Edwards em 8 de julho de 1741, em Enfield, Connecticut.
O sermão foi baseado em Deuteronômio 32:35, "...a seu tempo quando resvalar o seu pé" e proclamava a ira de Deus contra o pecado e uma petição aos ouvintes para viver uma vida santa.
Edwards não era bom orador, mas, enquanto ele pregava, houve pessoas que choravam e clamavam por arrependimento, enquanto que outros se agarravam às colunas da igrejas, como se estivessem sentindo sendo engolidos pelo inferno. Ele teve que esperar as pessoas se acalmarem para terminar o sermão. Após o sermão, Edwards fez um apelo à unidade cristã e também contribui para o Grande Despertamento. Na opinião de Wesley L. Duewel, este sermão contribuiu para a continuação do avivamento. 

## Excerto
"Minha é a vingança e a recompensa, ao tempo que resvalar o seu pé; porque o dia da sua ruína está próximo, e as coisas que lhes hão de suceder, se apressam a chegar." (Deuteronômio 32:35 ACF1) 
Neste verso está indicada a vingança de Deus sobre os pecaminosos e descrentes israelitas, que eram o povo visível de Deus, e que viviam sob os meios de graça; mas que, não obstante todas as maravilhas das obras de Deus para com eles, permaneciam (como está no verso 28) faltos de conselho, não havendo neles entendimento. Debaixo de todos os cultivos do céu, eles produziam fruto amargo e venenoso; como está nos dois versos próximos que precedem o texto. - A expressão que escolhi como meu texto, ao tempo que resvalar o seu pé, parece encerrar os seguintes fatos, relativos à punição e destruição a que estes israelitas pecadores estavam sujeitos:
Que estavam sempre expostos à destruição; como alguém que se levanta e anda por lugares escorregadios está sempre exposto à queda. Isto está implícito na forma de destruição que vinha sobre eles, sendo representada por seus pés escorregando (resvalando). O mesmo está expresso no Salmo 73:18 "Certamente tu os puseste em lugares escorregadios; tu os lanças em destruição." 

## Versão escrita
Este sermão foi pregado e distribuído para várias pessoas e congregações na ocasião de sua publicação, 1741. Conservando o sermão, foi traduzido para diversas línguas. A primeira versão em português foi publicada na década de 1980 por Publicações Evangélicas Selecionadas, que continua imprimindo até hoje. A CPAD, editora da Convenção Geral das Assembleias de Deus no Brasil publicou alguns sermões de Edwards no livro Pecadores nas Mãos de um Deus Irado e Outros Sermões (2005).